# Warung

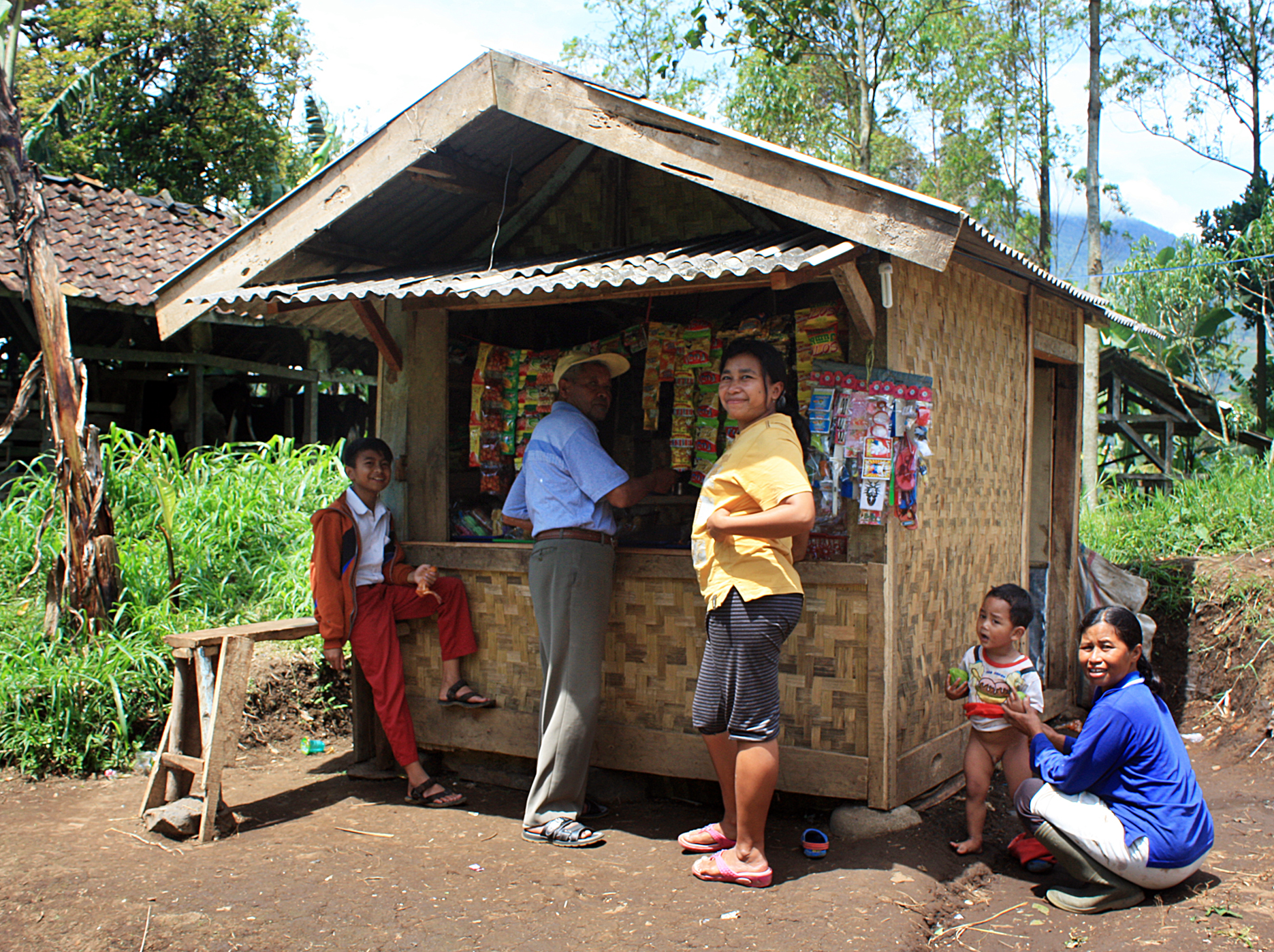
Warung de village à Garut (Java Ouest).

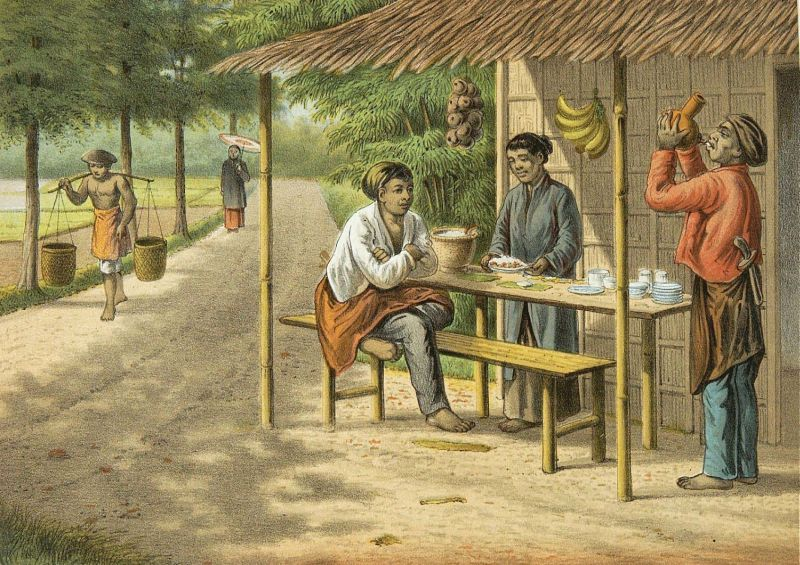
Image du XIXe siècle d'un warung durant la période coloniale.

Un warung est un petit commerce familial, souvent un commerce de détail insignifiant, un modeste restaurant ou café — en Indonésie, et dans une moindre mesure en Malaisie. Les warungs tiennent une part essentielle dans la vie quotidienne indonésienne. 
Aujourd'hui, le terme warung a quelque peu évolué — spécialement auprès des visiteurs étrangers, des expatriés et étrangers — pour désigner plus généralement un restaurant indonésien ou un commerce vendant des produits indonésiens (épiceries par exemple). De nombreux établissements de l'île touristique de Bali ont adopté ou associé le nom warung à leurs enseignes pour souligner leur caractère indonésien. Traditionnellement, un warung est simplement un petit commerce familial, tenu par les membres d'une même famille, globalement par les femmes.
Les warung traditionnels sont faits de bois, de bambous ou de chaume. Les plus solides sont en briques et en béton. Certains sont situés voire collés à la maison familiale des gérants. D'autres, plus mobiles, sont faits d'étain, de zinc ou de fibre de verre pour les plus modernes. Un warung tenda est un warung mobile sous forme de tente, couverte de textile ou de plastique.

## Terminologie
Le mot warung désigne une catégorie de petits commerces, cafés ou restaurants. Il est très employé à Java et dans la plupart de l'Indonésie, tandis qu'à Sumatra et dans la péninsule malaise, son synonyme kedai est employé. Dans les grandes villes javanaises comme  Yogyakarta, Semarang et Surakarta, son mot homologue, angkringan, est également utilisé. D'un autre côté, le mot toko est utilisé pour désigner de plus grands magasins.
Le terme désigne également aujourd'hui d'autres types de magasins, comme le wartel (abréviation de warung telepon pour un phone booth) et le warnet (abréviation de warung internet pour désigner un cybercafé).

## Types dewarung
Il existe plusieurs sortes de warungs, certains vendent des rafraîchissements, des bonbons, des cigarettes, des snacks, des krupuks et autres produits de première nécessités, et les plus gros sont de petits restaurants.
Dans les îles touristiques de Bali et Lombok, le warung est une cabane touristique vendant autant des produits locaux que de la nourriture asiatique ou occidentale.
Il existe plusieurs types de warung :
- Warung rokok ou warung commun, petit magasin de rue en bois ou bambou. Ils vendent des rokok (cigarettes), des rafraichissements, des snacks et des bonbons, des krupuk, du savon, du dentifrice, et autre produits de première nécessité.
- Warkop ou warung kopi, un petit café, vendant comme son nom l'indique du café et des snacks, tels que des arachides grillées, des rempeyek, krupuk, pisang goreng et du pain. Dernièrement, en Indonésie, les kopi tiam malaisiens et singapouriens ont gagné en popularité, au détriment des traditionnels warung kopi.
- Warung nasi, un petit restaurant vendant du nasi (riz) et d'autres plats indonésiens. Normalement, ils ne disposent pas de tables et chaises séparés, sinon d'une longue table commune et d'un long banc en bois.
- Warteg ou warung tegal, un warung nasi plus spécifique, issus des Javanais de la ville de Tegal, à Java central. Il vend des plats javanais et du riz. Par ses prix très attractifs, il est très populaire auprès de la classe ouvrière.
- Warung padang, un petit restaurant proposant de la cuisine padang. C'est un restaurant padang à petite échelle, proposant un choix plus réduit de plats.
- Warnet ou warung internet, un cybercafé.
- Wartel ou warung telepon, une cabine téléphonique.

La plupart du temps, le warung porte le nom du plat phare qu'il vend. Par exemple, un warung bubur kacang ijo ou warung burjo vendra du bubur kacang hijau, un warung roti bakar vendra du pain grillé, un warung pecel lele vendra du pecel lele, tandis qu'un warung indomie vendra des nouilles instantanées cuisinées, bien que la marque utilisée ne soit pas toujours Indomie.

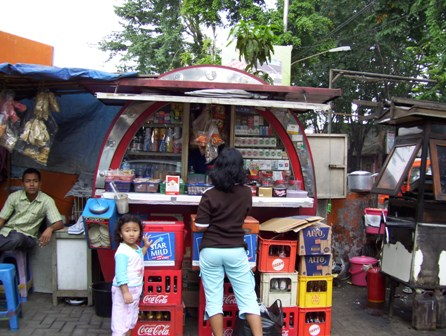
Warung rokok, bureau de tabac.
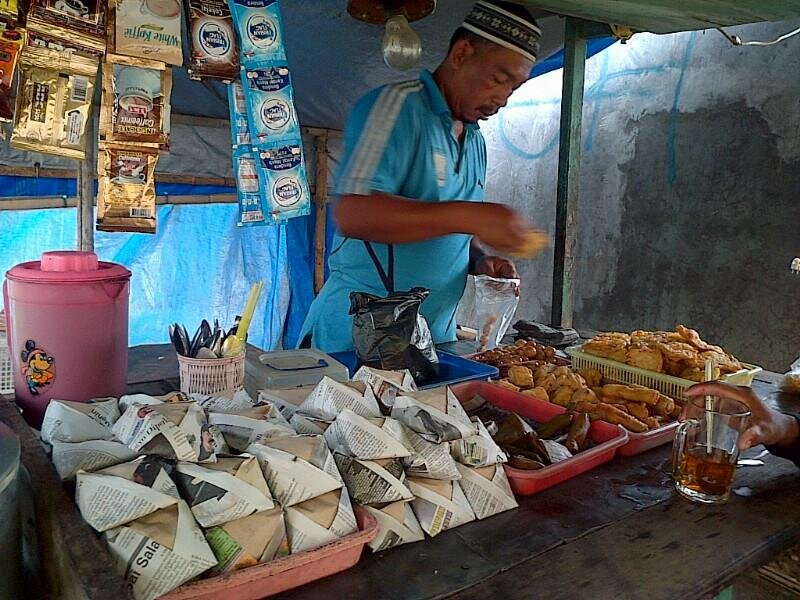
Warung kopi, magasin vendant du café, du thé et des snacks.
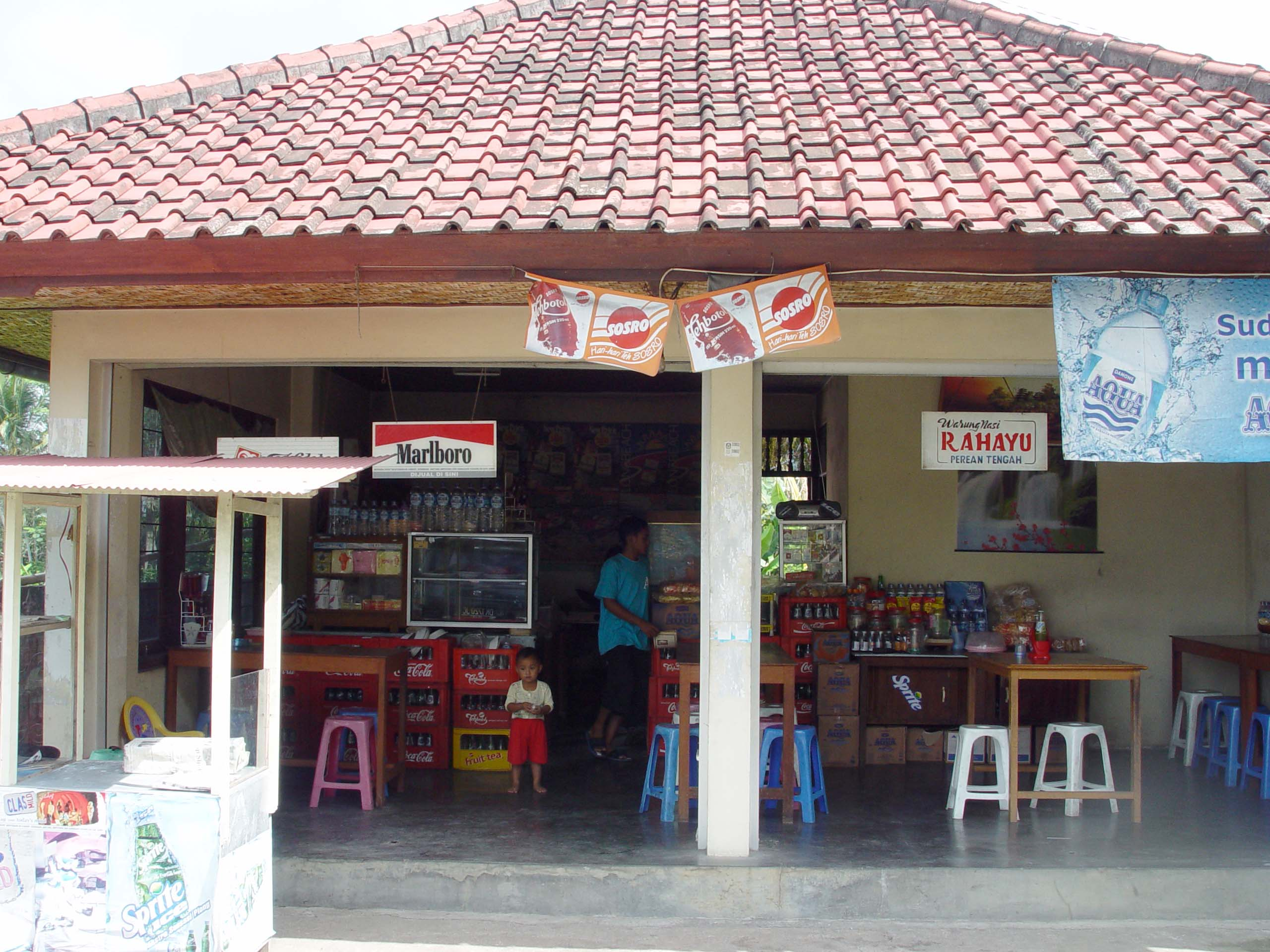
Warung nasi, petit restaurant de Bali.
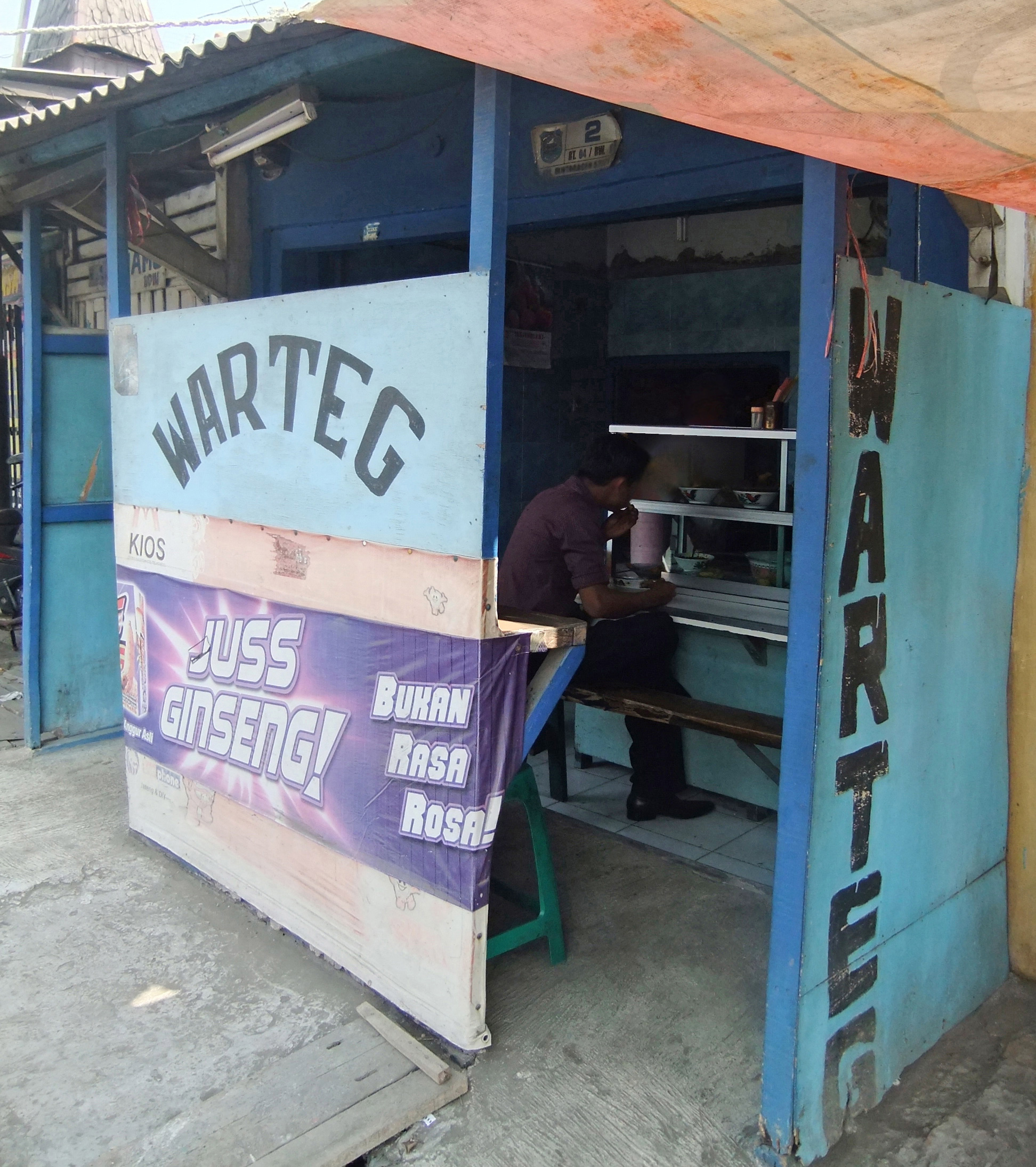
Warung Tegal, restaurant javanais.
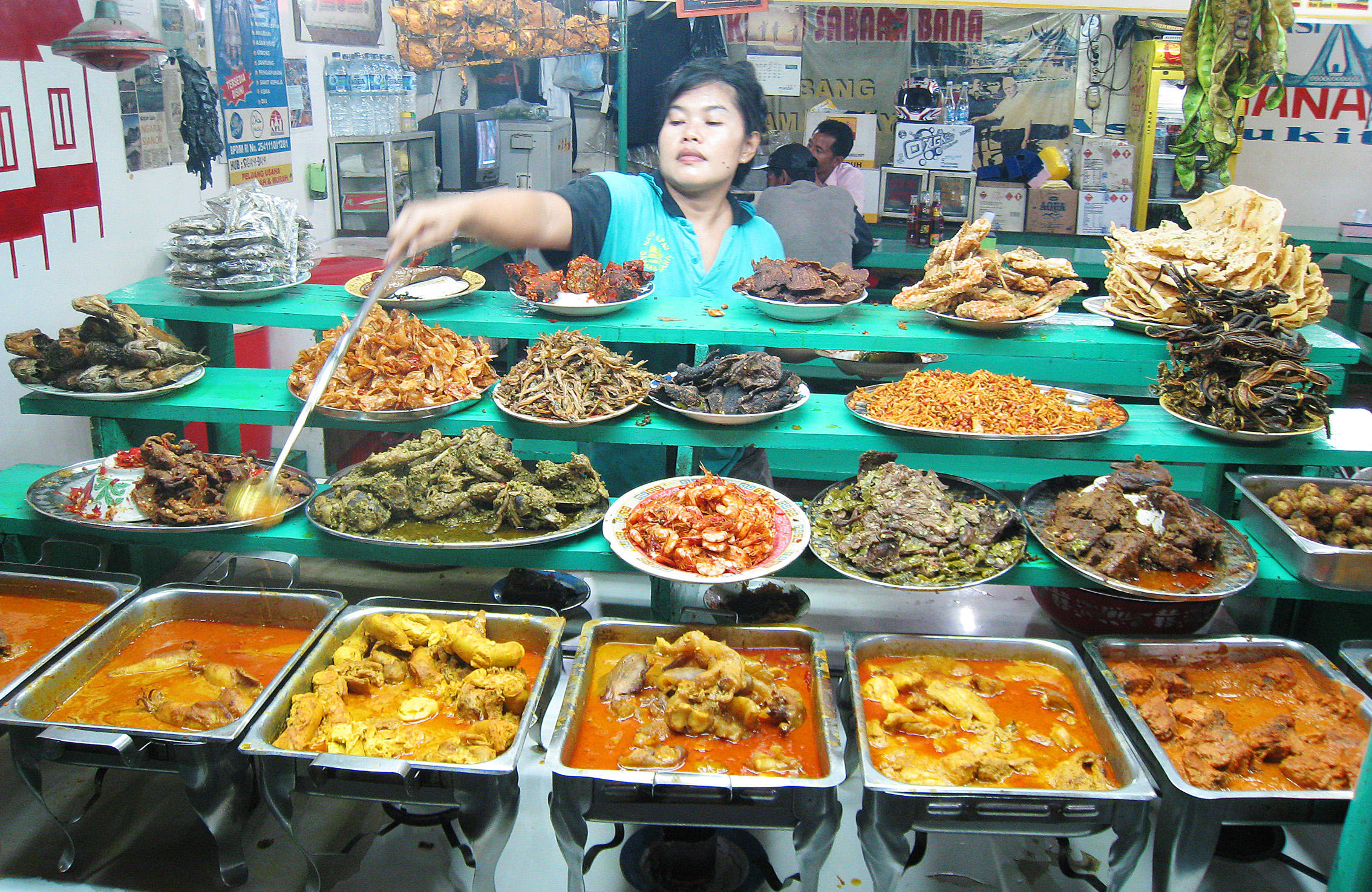
Warung padang, petit restaurant padang.
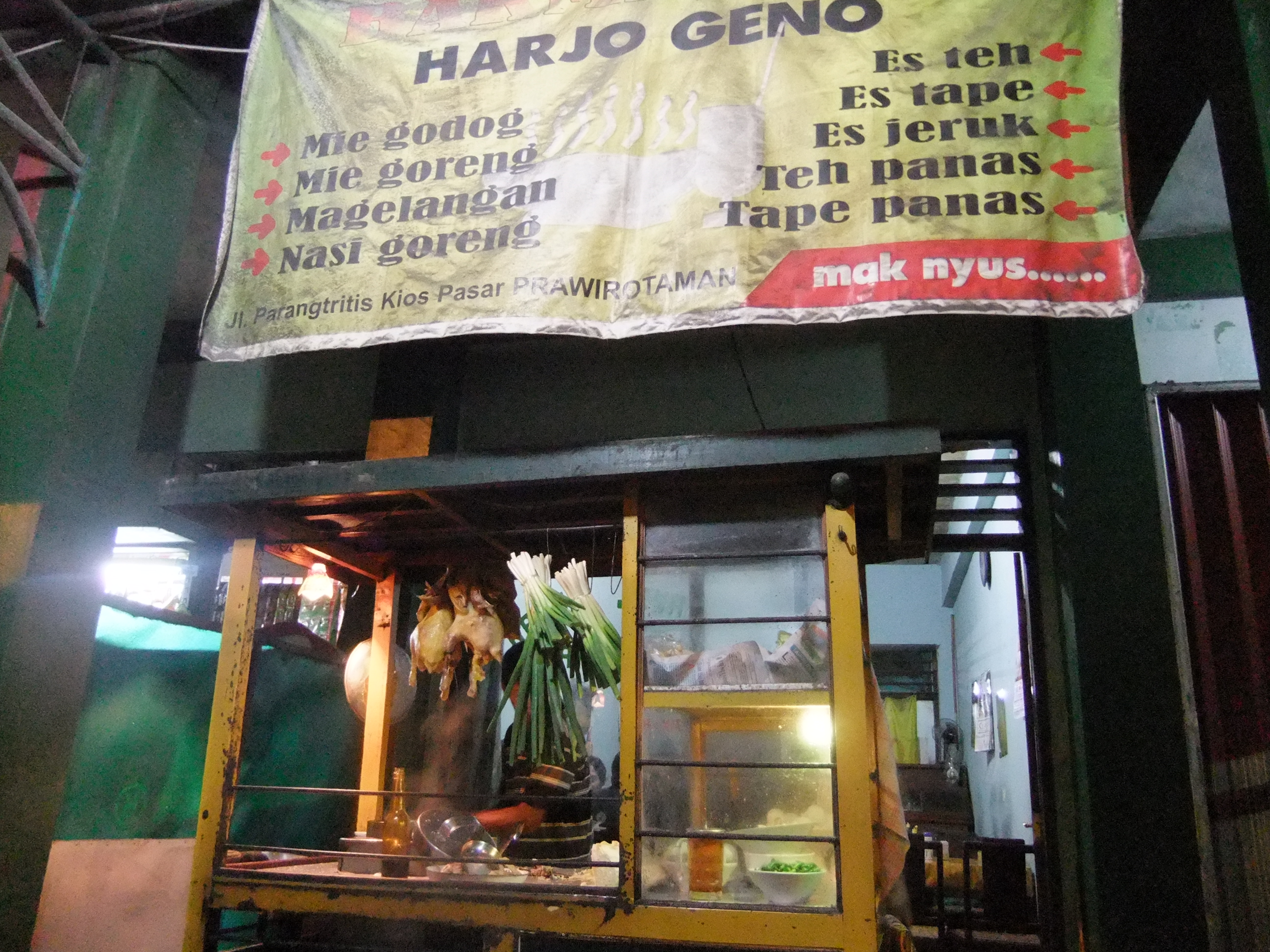
Warung vendant des nouilles javanaises.
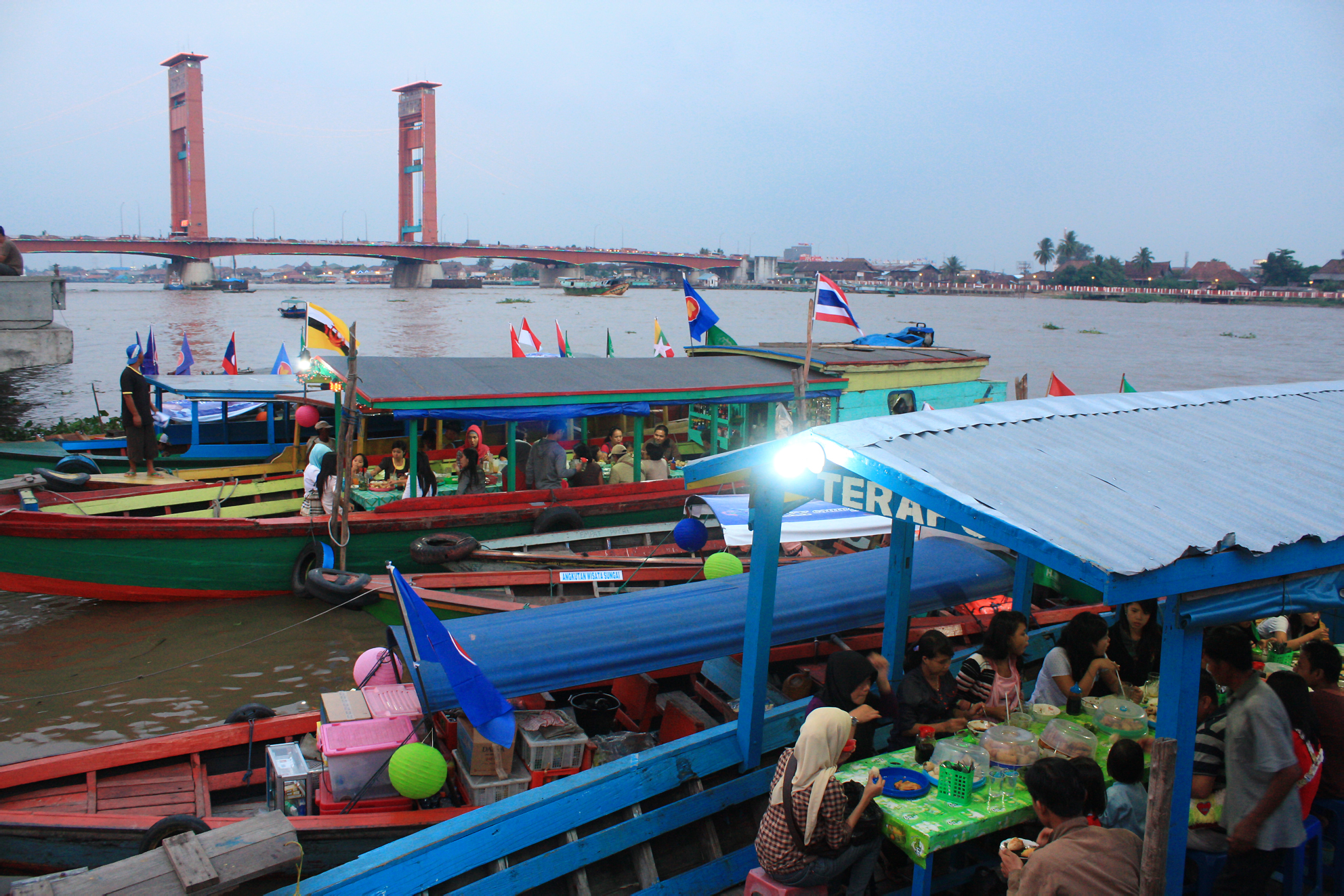
Warung flottant sur la rivière Musi, à Palembang.